# Rhabdopygus rugipalpis
Rhabdopygus rugipalpis is een hooiwagen uit de familie Assamiidae.